# 聖佩德羅馬薩瓦特
聖佩德羅馬薩瓦特（西班牙語：San Pedro Masahuat），是薩爾瓦多的城鎮，位於該國南部，由拉巴斯省負責管轄，面積121.39平方公里，海拔高度185米，2007年人口25,446，人口密度每平方公里209.62人。
13°33′N 89°2′W / 13.550°N 89.033°W